# Analytica posteriora
Analytica posteriora is de vierde tekst uit het Organon van Aristoteles. Het is een heel formele bespreking over onderwijzen en intellectueel leren, opgehangen aan de begrippen demonstratie, definitie en wetenschappelijke kennis. Dit werk bestaat uit twee boeken. 
In het eerste boek wordt demonstratie gepresenteerd als wetenschappelijke deductie (71b16-17). In dit boek wordt nagegaan hoe door middel van demonstratie kennis kan worden overgedragen. Hierbij maakt Aristoteles onderscheid in empirische en mathematische wetenschap (79a4-9). Veelbelovend hierbij is zijn gezegde, dat de empirische wetenschapper gaat om de feiten te weten en de mathematicus om de reden waarom!? In het tweede boek gaat Aristoteles op zoek naar vier dingen: het feit, de reden waarom, of het is, wat het is (89b24). 